# エックス線作業主任者
エックス線作業主任者（エックスせんさぎょうしゅにんしゃ）は、日本の労働安全衛生法に基づく作業主任者の一つである。都道府県労働局長からエックス線作業主任者免許（国家資格）の交付を受けた者の中から、事業者により選任される。

## 概要
事業者は、医療用以外の用途（例：鋳物等の非破壊検査）において1MeV未満の出力のエックス線を用いる場合、労働者の中からエックス線作業主任者を選任することが義務づけられている。
1965年（昭和40年）に昭和四十年労働省告示第六号に基づいて設けられ、当初はエツクス線作業主任者講習規程を経れば取得が可能であった。1972年（昭和47年）6月8日に電離放射線障害防止規則が制定されたことに伴い、10月1日から講習制度が廃止され、免許試験制度が開始された。

## 免許を受ける資格を有する者
次の要件のいずれかに該当する満18歳以上の者は、この免許の交付を受けることができる。
- 次節の免許試験に合格した者
- 診療放射線技師免許を受けた者
- 原子炉主任技術者免状の交付を受けた者
- 第一種放射線取扱主任者免状の交付を受けた者

次節の免許試験合格者は東京労働局長、その他の該当者は住所もしくは勤務地を管轄する都道府県労働局長へ交付申請する。

## 免許試験

### 受験申込・受験資格
- 免許試験は、安全衛生技術センターにおいて定期的（実施頻度は各センターで年3 - 6回）に実施される。
- 学歴・実務経験・年齢等による受験制限はない。

### 近年の試験実施状況
| 実施年度 | 受験者数 | 合格者数 | 合格率 |
| -------- | -------- | -------- | ------ |
| 2001年度 | 5,145人  | 2,271人  | 44.1%  |
| 2002年度 | 5,336人  | 2,141人  | 40.1%  |
| 2003年度 | 6,238人  | 2,752人  | 44.1%  |
| 2004年度 | 5,760人  | 2,411人  | 41.9%  |
| 2005年度 | 6,133人  | 2,617人  | 42.7%  |
| 2006年度 | 6,693人  | 2,818人  | 42.1%  |
| 2007年度 | 7,497人  | 3,183人  | 42.5%  |
| 2008年度 | 7,248人  | 3,347人  | 46.2%  |
| 2009年度 | 6,269人  | 3,075人  | 49.1%  |
| 2010年度 | 5,906人  | 2,889人  | 48.9%  |
| 2011年度 | 5,812人  | 2,959人  | 50.9%  |
| 2012年度 | 5,919人  | 3,203人  | 54.1%  |
| 2013年度 | 5,487人  | 3,003人  | 54.7%  |
| 2014年度 | 5,444人  | 3,258人  | 59.8%  |
| 2015年度 | 5,450人  | 2,898人  | 53.2%  |
| 2016年度 | 5,506人  | 2,854人  | 51.8%  |
| 2017年度 | 5,431人  | 2,923人  | 53.8%  |
| 2018年度 | 5,413人  | 3,078人  | 56.9%  |
| 2019度度 | 5,016人  | 3,175人  | 63.3%  |
| 2020年度 | 4,112人  | 2,210人  | 53.7%  |
| 2021年度 | 5,470人  | 1,950人  | 35.6%  |
| 2022年度 | 5,960人  | 2,648人  | 44.4%  |
| 2023年度 | 5,746人  | 2,578人  | 44.9%  |
| 2024年度 | 6,225人  | 2,805人  | 45.1%  |

### 試験科目
1. エックス線の管理に関する知識（30点）
2. エックス線の測定に関する知識（25点）
3. エックス線の生体に与える影響に関する知識（25点）
4. 関係法令（20点）

1科目10問（全40問）。合格基準は、受験科目全体で6割以上かつ各科目4割以上を正解すること。
上記の記載順序は法令に基づくもの。実際の試験は、午前の2時間で1.と4.が、午後の2時間で2.と3.が、それぞれ2科目ずつまとめて（1科目ごとの時間区分なしに）実施される。なお、2021年（令和3年）6月1日以降の安全衛生技術センターでの試験は4科目まとめて4時間で実施される。
第二種放射線取扱主任者免状の交付を受けた者は2.と3.が、ガンマ線透過写真撮影作業主任者免許試験に合格した者は3.が、それぞれ申請により免除され、その試験時間分として1科目あたり1時間短縮される。